# Jeunesses nationalistes révolutionnaires
Ne doit pas être confondu avec Jeunesses nationalistes.
Pour les articles homonymes, voir JNR.
Les Jeunesses nationalistes révolutionnaires (JNR) sont un groupe nationaliste révolutionnaire français composé à la base exclusivement de skinheads dans les années 1980-1990, puis réactivé en 2010-2013.

## Première époque (années 1980-1990)

### Origines
Fondées à l'automne 1987 autour de Serge Ayoub alias Batskin, les JNR ont pour noyau le « Klan », groupe de skinheads  parisiens apparu vers 1984. Ils forment à l'origine la section de jeunes du mouvement nationaliste-révolutionnaire Troisième Voie de Jean-Gilles Malliarakis. Cette tentative de fédérer les diverses bandes skinheads échoue cependant et le mouvement ne dépasse guère la trentaine de membres. Selon les termes de Benoît Marin-Curtoud, « l'échec des Jeunesses nationalistes révolutionnaires à fédérer réellement les skinheads est l'aboutissement logique des contradictions internes de l'idéologie des crânes rasés, qui sont à la fois nazis et régionalistes, à la fois révolutionnaires et incapables d'assumer une autre discipline que celle d'une bande urbaine aux contours flous ».

### Position au sein de l’extrême droite
Le mouvement, peu discret et coopératif, doit quitter la Librairie française où Malliarakis leur avait offert un local, partagé avec le Groupe union défense (GUD), qui est alors la branche étudiante de Troisième Voie. Au début des années 1990, il prend temporairement le nom de Comité de Base Jeunesse (CBJ) et tente un rapprochement avec le Parti nationaliste français.
Alain Chevarin voit dans cette dernière association « le même recours aux mythes nordiques, celtiques ou aryanisants que nous avons déjà vu à l'œuvre depuis trente ans dans une large part de l'extrême droite, sous l'influence notamment des théories grécistes. Le lien est cette fois fait via les paroles des chants, mais aussi par la musique : à l'héroïsation des personnages mythiques correspond la violence musicale ». S'y ajoutent fréquemment les tatouages où apparait fréquemment cette thématique du néopaganisme avec ses runes et ses dieux nordiques.
En 1995, le mouvement est réputé proche du Front national de la jeunesse (FNJ) selon les Renseignements généraux (RG) ; Serge Ayoub affirme à cette époque avoir été contacté par Carl Lang « avant les municipales de 1995, pour prendre une tête de liste FN à Stains (Seine-Saint-Denis), dans une banlieue où on n’a plus personne. » Les contacts à ce niveau n'auraient cependant été qu'occasionnels, la contribution des JNR au Front national se cantonnant essentiellement au collage d'affiche et aux services d’ordre de meetings, non sans conflits occasionnels avec le propre service d'ordre du Front. Enfin, la collaboration de ce dernier avec les enquêteurs après la mort de Brahim Bouarram jeté à la Seine par trois skinheads lors du défilé du 1er mai du Front national en 1995 aurait « jeté un froid » entre les deux mouvements ; Jacques Leclercq conclut à cet égard que « parce que le FN est engagé dans une stratégie légaliste de la conquête du pouvoir, la présence de skinheads indispose le plus souvent, même s’il est bien pratique de recourir à leurs services pour les basses œuvres et le collage d’affiches ». Réciproquement, Youra Petrova constate d'une manière générale à propos des skinheads d'extrême droite que « le passage par les partis et les groupuscules politisés, en pratique, s'avère court, souvent décevant. Ces multiples essais de récupérer les skins comme vivier de forces violentes et comme « bras musclés » pour les manifestations […] se heurtent au goût des skins pour la liberté et à leur méfiance des embrigadements. »

### Violence et médiatisation
Pour la sociologue Youra Petrova, « le leader du JNR (Batskin) prêche moins de violence gratuite et plus de références idéologiques par la voie de la lecture, les réunions, les rencontres ». Malgré un certain succès dans ce sens, le passage au politique s'opère difficilement, la protestation continue à s'exprimer par la violence (dans la rue et dans les bagarres). » La violence au quotidien reste la première caractéristique de ces skinheads approximativement politisés. Un rapport des Renseignements généraux de 1994 résumait la question en ces termes : « l’idéologie skinhead, fondée sur un nationalisme simpliste et un racisme exacerbé, a choisi Hitler comme symbole. Toutefois, ignorant le plus souvent tout de Mein Kampf, leur devise « le cul, la bière et la baston », résume l’essentiel du credo « skin » qui se donne pour mission de « nettoyer la France de ses ennemis », les « feujs » (Juifs), « rebeus » (Arabes), « blacks », « cocos » et autres « homos », contre lesquels sont organisées de fréquentes expéditions punitives. »
Le 22 avril 1990, des journalistes de La Cinq organisent avec les JNR la prise de vue d’une action violente. Ils filment l’agression de Karim Diallo dans le Quartier latin à Paris. Celle-ci vaut finalement à Serge Ayoub et aux deux autres membres des JNR concernés des condamnations à 8 mois de prison avec sursis en janvier 1994. Le 18 juin 1990, deux membres des JNR, Joël Giraud et Régis Kerhuel — ce dernier, leader du groupe rock néonazi Evil Skins, est qualifié de « lieutenant de Serge Ayoub » — assassinent au Havre un jeune Mauricien, James Dindoyal, qu’ils obligent à avaler un mélange de bière et de peroxydase, un nettoyant pour pièces mécaniques, avant de le jeter du haut d’une digue. Ils ne sont identifiés qu’en 1997 et condamnés en octobre 2000 à vingt ans de réclusion criminelle,,.
Ayant gagné une certaine notoriété médiatique, Serge Ayoub se présente aux élections législatives françaises de 1993 sous l'étiquette des JNR, « poussé par Roland Hélie » selon Emmanuel Lemieux ; il obtint 0,17 % dans les Hauts-de-Seine. Le 5 mars de la même année, il organise à Vitry-sur-Seine une réunion européenne de skinheads — interdite par la Préfecture de police de Paris — qui rassemble des skinheads italiens, allemands et des représentants du mouvement néonazi anglais Blood and Honour.
Le 7 mai 1994, les JNR et le GUD organisent une manifestation contre l'« impérialisme américain ». La dispersion par la police de la manifestation interdite est marquée par la mort d'un manifestant, Sébastien Deyzieu, âgé de 22 ans. Celle-ci donne lieu par la suite à des manifestations annuelles organisées par le Comité du 9-Mai (C9M) réunissant les JNR, le Front national de la jeunesse, le GUD et le Parti nationaliste français.
Les Jeunesses nationalistes révolutionnaires sont finalement dissoutes au milieu des années 1990 par Ayoub. Celui-ci s'efface alors de la scène skinhead et d'extrême droite jusqu'au milieu des années 2000.

## Seconde époque (années 2010)

### Idéologie
Les Jeunesses nationalistes révolutionnaires sont réactivées en 2010 en vue de constituer le service d'ordre d'une nouvelle mouture de Troisième Voie se réclamant du solidarisme, à l'initiative de Serge Ayoub. Ce dernier déclare ne plus être nationaliste-révolutionnaire et affirme alors qu'il ne voit plus « de problème racial ou ethnique en France et dans le monde, mais un problème économique et de rapport de force » ; il reprend le slogan « Troisième voie pour une avant-garde solidariste » et se qualifie de « patriote social ».
Les JNR nouvelle génération, qui conservent la devise fasciste « croire, combattre et obéir », se présentent eux-mêmes en ces termes : « Conçu pour être le bouclier de son peuple contre les attaques de la réaction et de ses valets du capital mondialisé, le JNR se développe comme un anti-corps social et se constitue uniquement d’hommes décidés, sportifs et aguerris ». Rejetant aussi bien le « gauchisme internationaliste et [le] capitalisme mondial qui ne sont que les deux faces d’une même pièce », ils prétendent « combattre dans la longue tradition révolutionnaire française et européenne pour la défense des travailleurs » tout en « [obéissant] à notre éthique d’ordre et de progrès synonymes de toute civilisation »
Pour l'historien Stéphane François, le socle idéologique des JNR n'a cependant pas fondamentalement changé depuis les années 1980 : « doctrinalement, les JNR se réclament du nationalisme-révolutionnaire, c’est-à-dire qu'ils cherchent à concilier un nationalisme radical à un anticapitalisme virulent. Il s'agit d'une tentative de réactivation d’idéologies de l’Entre-deux guerres, voire d'une réactivation d'idéologies apparues dans l'après Seconde Guerre mondiale. Les JNR se réclament aussi d'une doctrine née chez des radicaux français de la fin du XIXe siècle : le solidarisme ». Jean-Yves Camus souligne, quant à lui, à propos d'une manifestation de février 2013 sur les thèmes « Tous unis contre l’impérialisme » et « Obama ferme-la, la France n’est pas à toi. Obama ferme-la, la Syrie n’est pas à toi », que la thématique anti-impérialiste permet « de se démarquer de la concurrence […] L’anti-impérialisme, ça permet de s’associer à des personnes ou des mouvements qui ne sont pas concernés par [la] concurrence franco-française entre mouvements nationalistes. »

### Essor limité et marginalité constante
Composées cette fois pour l'essentiel d'une trentaine de militants à présent quadragénaires à l'image de leur chef, et non de jeunes membres de la mouvance skinhead, les JNR de cette seconde époque apparaissent plutôt, selon Jean-Yves Camus, comme la « garde prétorienne de Serge Ayoub ». En revanche, souligne Stéphane François, « en Picardie, 90 % des jeunes qui approchent cette mouvance avec ses codes vestimentaires, sa musique sont mineurs. À Chauny, dans l’Aisne, ville de 2 000 habitants, on compte près de 300 skinheads. » Ces auteurs soulignent, comme Nicolas Lebourg, qu'il faut différencier noyaux durs et sympathisants généralement plus jeunes aux choix plus volatils, « tant ces mouvements qui s’apparentent le plus souvent à des bandes agrègent des individus qui restent isolés ».
Les relations avec les groupuscules similaires — les Jeunesses nationalistes de l'Œuvre française, Génération identitaire, émanation des Identitaires — restent difficiles malgré des contacts continus. Cette frange de l'extrême droite est en effet en partie en concurrence pour tirer les bénéfices de la stratégie de normalisation du Front national entreprise depuis 2011 par Marine Le Pen, celle-ci ayant conduit « les éléments les plus radicaux [à se tourner] vers des groupuscules plus en phase avec leurs idées. Et des groupes skinheads ont eux aussi recommencé à se développer, en Picardie, dans le Nord, en Alsace ou dans la région lyonnaise. Ce sont des bandes pas forcément politisées mais que Serge Ayoub, fondateur des JNR (Jeunesses nationalistes révolutionnaires), essaye de récupérer, alors que les Jeunesses nationalistes d’Alexandre Gabriac ou le néo-Gud s'adressent à des jeunes d'origine plus favorisée. » Les rapports avec le Front national sont marqués par des visées stratégiques divergentes : « il s'agit d'une relation à sens unique : Marine Le Pen, comme son père d'ailleurs, cherche systématiquement à se démarquer de ces radicaux, mais eux estiment qu'ils doivent soutenir leur camp, avec en plus l'espoir d'infléchir le FN avec leurs idées, de le rappeler à ses fondamentaux. »
Les raisons de la persistance ou d'un éventuel regain de ce type de mouvement sont jugées invariables : la réaction identitaire à la mondialisation, « leur radicalisation [datant] d’une certaine crise d’identité autour de la mondialisation et de l’Europe » et les difficultés dues à la crise économique. Y;oura Petrova relevait déjà lors d'une enquête menée dans les années 1990 sur le mouvement skinhead et en particulier sur le milieu JNR une « déception du socialisme dans les années 1980-90 », « une expérience de vie dans la « galère » des banlieues anonymes » et finalement une « marginalité jeune et de petits blancs ».
Les effectifs globaux de la mouvance skinhead dont les JNR apparaissent être la seule forme d'organisation probante, sont jugés à peu près constants, « environ 2 000 en France, avec une centaine de personnes très radicalisées ».

### Nouvelle médiatisation
Les JNR sont surtout médiatisées à l'occasion des divers rassemblements unitaires des mouvances d'extrême droite des années 2010. Elles renouent avec les manifestations du Comité du 9-Mai où elles rassemblent environ 100 à 150 participants en 2010, puis en 2011 où quelques dizaines de militants déploient une banderole « 1re inter-nationale solidariste », tandis que les anciens de la première génération assurent la sécurité du cortège. Ils apparaissent également lors des réunions successives organisées par la revue Synthèse nationale de Roland Hélie, notamment en novembre 2010, puis en février 2011, où Serge Ayoub intervient sur le « nécessaire travail dans les syndicats ».
En octobre 2011, Ayoub et les JNR sont également très présents dans l'organisation d'une manifestation à Lille, baptisée « Front populaire solidariste » en « hommage patriote » au ministre socialiste du Front populaire Roger Salengro, dans la lignée de la récupération de l’image de ce dernier par le Front national. Pour le politologue Jean-Yves Camus, en faisant ainsi référence au Front populaire et en évoquant indirectement Jacques Doriot et le Parti populaire français (PPF), « Serge Ayoub fait surtout référence à la notion d’État social. C’est un appel à un socialisme populaire, au solidarisme, qui ne doit pas être confondu non plus avec le national socialisme. Citer le Front populaire reste cohérent, même s’il y a un certain anachronisme si l’on se souvient du comportement de l’ultradroite de l’époque à son égard. Il y a recherche d’une synthèse, à la manière de Jacques Doriot, fondateur du Parti populaire français dans les années 1930 ». Le 8 octobre, le défilé rassemble de 500 à 600 participants sous les slogans « Europe, jeunesse, révolution », « Libre, social et national » ou « Crise mondiale, solution nationale », tandis qu'une contre-manifestation à l'appel notamment de la Ligue des droits de l'homme en rassemble environ le triple.
Un certain souci de contenir la violence de rue dans l'objectif de se crédibiliser comme mouvement politique semble se manifester. Ainsi, à la différence de leurs concurrents immédiats l’Œuvre française ou les Jeunesses nationalistes, les JNR sont absentes lors des débordements en marge des manifestations de 2013 contre le « mariage pour tous ». Cependant, elles sont à nouveau fortement exposées sur la scène médiatique et politique en juin de la même année, après la mort d'un militant antifasciste du CAPAB[réf. nécessaire] et de Solidaires Étudiant-e-s, Clément Méric, dans une bagarre de rue. Comme le rappelle à cette occasion le politologue Jean-Yves Camus, tout en « [refusant] pour l'instant d'évoquer le groupe des Jeunesses nationalistes révolutionnaires (JNR), auxquelles les agresseurs appartiendraient supposément. Les faits sont très graves et il ne faudrait pas incriminer un groupe prématurément » : « la mouvance skinhead en général, de laquelle les agresseurs semblent être proches, a une propension toute particulière à la violence. Elle l'a dans son ADN. Son contenu idéologique est très basique, il tourne autour du culte de la force, de la violence à tous crins, du racisme et de l'antisémitisme. Ses membres sont souvent des individus déconnectés de la société. Ce n'est pas une construction idéologique qui unit ses membres mais l'esprit de corps, de bande, qui fait office de famille de substitution pour certains. » Cet événement précipite la décision du gouvernement d'engager une procédure de dissolution des JNR, sur la base « d'éléments antérieurs et “plus larges” que la rixe lors de laquelle Clément Méric est mort ».

### Dissolution du mouvement
Le 11 juin 2013, Jean-Marc Ayrault confirme devant l'Assemblée nationale qu'il a lancé une procédure pouvant aboutir à la dissolution des JNR, du groupe Troisième Voie et d'autres « groupements » de cette mouvance pour le 26 juin 2013 en Conseil des ministres,. Anticipant de cette décision, Serge Ayoub annonce le 25 juin 2013 l'autodissolution des JNR et de Troisième Voie, expliquant avoir « pris cette décision pour l'honneur, avant d'être dissous par d'autres ». Une dissolution est prononcée en Conseil des ministres le 10 juillet 2013, tandis que Serge Ayoub annonce un recours devant le Conseil d'État.
Le 30 juillet 2014, le Conseil d'État valide la dissolution des JNR et de Troisième Voie, mais ne retient pas le motif d'incitation à la haine invoqué par le décret du gouvernement. Les deux entités sont dissoutes car, selon le Conseil d'État, elles « doivent être regardées comme formant ensemble une milice privée ». La dissolution de l'association Envie de rêver, gestionnaire du « Local », lieu où se retrouvaient les membres de Troisième Voie et des JNR, est par ailleurs jugée illégale et est annulée, l'État étant condamné à lui verser 2 000 euros au titre de ses frais de justice.

### Rapports
- Commission nationale consultative des droits de l'homme, La lutte contre le racisme et la xénophobie : 1994, exclusion et droits de l'homme, La Documentation française, 1995, 437 p. (ISBN 978-2-11-003332-1)

### Articles de presse et Internet
- Jean-Yves Camus, « Il y a toujours eu des violences entre les groupes extrémistes », sur lefigaro.fr, 6 juin 2013
- Stéphane François, « Meurtre de Clément Méric : “On assiste à une radicalisation croissante” », sur metronews.fr, 6 juin 2013
- Stéphane François, « Stéphane François : “Il y a un esprit de clan, une haine de l’autre, une ultraviolence” », sur 20minutes.fr, 6 juin 2013
- Stéphane François, « Ils partagent un état d’esprit de clan, de meute », sur liberation.fr, 13 juin 2013
- Nicolas Lebourg, « De bruit et de fureur : skinheads (2/2) », sur Fragments sur les temps présents, 5 octobre 2008
- Nicolas Lebourg, « Dissolution des JNR : comment ce mouvement a survécu depuis les années 1980 », sur leplus.nouvelobs.com, 9 juin 2013
- Abel Mestre, Caroline Monnot, « Les projets syndicaux d’un ancien chef skinhead », sur Droite(s) extrême(s), lemonde.fr, 9 octobre 2010
- Abel Mestre, Caroline Monnot, « 1er mai du FN et skins : une vieille histoire de “je t’aime, moi non plus” », sur Droite(s) extrême(s), lemonde.fr, 29 avril 2011

### Articles de revue
- Youra Petrova, « Les skinheads : solidarité de classe ou combat national », Agora débats/jeunesses, no 9,‎ 1997, p. 76-93 (lire en ligne)

### Ouvrages
- Alain Chevarin, Fascinant : fascisant : Une esthétique d'extrême droite, L'Harmattan, 2013, 252 p. (ISBN 978-2-296-51524-6, lire en ligne)
- Daniel Hubert et Yves Claudé, Les skinheads et l'extrême droite, VLB, 1991, 134 p. (ISBN 978-2-89005-439-4)
- Jacques Leclercq, Dictionnaire de la mouvance droitiste et nationale, de 1945 à nos jours, Paris, L'Harmattan, 2008, 695 p. (ISBN 978-2-296-06476-8, lire en ligne)
- Jacques Leclercq, De la droite décomplexée à la droite subversive : Dictionnaire 2010-2012, Paris, L'Harmattan, 2012, 256 p. (ISBN 978-2-296-96809-7)
- Emmanuel Lemieux, Génération tonton, Paris, Don Quichotte, 2011, 476 p. (ISBN 978-2-35949-008-4)
- Cyril Le Tallec, Petit dictionnaire des cultes politiques en France 1960-2000, L'Harmattan, 2010, 280 p. (ISBN 978-2-296-26628-5, lire en ligne)
- Benoît Marin-Curtoud, Planète skin : les groupuscules néo-nazis face à leurs crimes, L'Harmattan, 2001, 204 p. (ISBN 978-2-296-14717-1, lire en ligne)
- Éric Rossi, Jeunesse française des années 80-90 : la tentation néo-fasciste, LGDJ, 1995, 382 p.  (ISBN 9782275002729).
- Fiammetta Venner, Extrême France : les mouvements frontistes, nationaux-radicaux, royalistes, catholiques traditionalistes et provie, Paris, Grasset & Fasquelle, 2006, 518 p. (ISBN 978-2-246-66601-1)